# Portrait d'homme (Hals, Paris)
Pour les articles homonymes, voir Portrait d'un homme.
Le Portrait d'homme est un tableau du peintre néerlandais Frans Hals réalisé vers 1660. Cette huile sur bois est un portrait d'un homme inconnu. Il est conservé au musée Jacquemart-André, à Paris, en France.

## Historique
Cette œuvre, acquise par Édouard André, est donné avec l'ensemble de la collection par sa femme Nélie Jacquemart à l'Institut de France. La toile est conservée dans leur ancien hôtel particulier, l'actuel Musée Jacquemart-André.

## Description
Il s'agit d'une œuvre de la fin de la vie de l'artiste. Celui-ci procède par touches rapides et hachées, estompant les formes du modèle.

## Voir également
- Liste des peintures de Frans Hals
- Portrait d'homme, Frick Collection (New York)